# Piero Biggio
Piero Biggio (29 juin 1937 - 18 avril 2007) est un prélat italien de l'Église catholique qui a travaillé au service diplomatique du Saint-Siège.

## Biographie
Piero Biggio est né le 29 juin 1937 à Calasetta, province de Carbonia-Iglesias, Sardaigne, Italie. Il est ordonné prêtre le 5 août 1962.
En 1968, il obtient une licence en droit canonique à l'université pontificale du Latran et suit le programme de deux ans de l'Académie pontificale ecclésiastique de 1968 à 1970. En 1970, il entre au service diplomatique du Saint-Siège. Sa première affectation est la nonciature apostolique à Panama (en). D'autres affectations suivent au Chili (en), en Zambie, en Australie (en), en Suisse et en Taïwan (en). Le 10 décembre 1988, le pape Jean-Paul II le nomme archevêque titulaire d'Otriculum (de) et nonce apostolique au Bangladesh (en). Il reçoit sa consécration épiscopale du secrétaire d'État, le cardinal Agostino Casaroli, le 25 février 1989, avec comme co-consécrateurs Giovanni Cogoni (it) et Paul Shan Kuo-hsi. Biggio est nonce apostolique au Chili (en) de 1992 à 1999. Dans ce rôle, il conseille de ne pas poursuivre l'ancien dictateur chilien Augusto Pinochet pour crimes contre l'humanité, suggérant de lui accorder l'immunité diplomatique, de le gracier et de prier pour lui. Il qualifie l'arrestation de Pinochet par les autorités britanniques sur mandat espagnol de « violation de l'immunité diplomatique ».
Il est nonce au Danemark (en), en Islande (en), en Finlande (en), en Norvège (en) et en Suède (en) depuis sa nomination le 27 février 1999 jusqu'à ce que Jean-Paul accepte sa démission le 16 octobre 2004.
Il passe ses dernières années à travailler à Rome dans les bureaux de la Secrétairerie d'État. Il décède des suites d'une longue maladie le 18 avril 2007.

## Succession apostolique
Piero Biggio a ordonné les évêques suivants :
- Évêque Gonzalo Duarte García de Cortázar, SS.CC. (1995)